# Comitatul Chenango, New York
Comitatul Chenango este unul din cele 62 de comitate ale statul New York, Statele Unite ale Americii. Conform recensământului din 2010, comitatul avea o populație de 50.477 locuitori.  Sediul administrativ al comitatului este în localitatea Norwich, care se află în apropiere de New Berlin.

## Comitate vecine
- Comitatul Madison - nord
- Comitatul Otsego - nord-est
- Comitatul Delaware - sud-est
- Comitatul Broome - sud
- Comitatul Cortland - vest

## Localități din comitat
| - Afton - Bainbridge - Columbus - Coventry - Earlville - German - Greene - Guilford - Lincklaen - McDonough - New Berlin | - North Norwich - Norwich - Otselic - Oxford - Pharsalia - Pitcher - Plymouth - Preston - Sherburne - Smithville - Smyrna |